# Torres Europa
Las Torres Europa son un complejo de cinco rascacielos construidos en Hospitalet de Llobregat (área de Barcelona), España, con los números de 1 a 5. Aun así, la Torre Europa 1 lleva por nombre Torre Inbisa;  la Torre Europa 2 tiene por nombre Torre Zenit. Ambas torres miden por encima de los 100 metros de altura. Los restantes edificios son: Torre Europa 3, Torre Europa 4 y Torre Europa 5. Torre Europa 3, 4, 5 tienen 19 pisos y miden aproximadamente 75 metros de altura. Todas estas torres están ubicadas en la plaza de Europa, en Hospitalet de Llobregat.